# 洪都拉斯华人
洪都拉斯华人（西班牙語：Chinos en Honduras），是指出生在洪都拉斯的海外华裔，或者拥有洪都拉斯国籍的海外华人。

## 历史
19世纪40年代第一批华工从厦门出发前往美洲以来，也有部分来自中國移民前往了洪都拉斯。在19世纪80年代，洪都拉斯总统路易斯·博格兰政府开始接纳移民，并允许外国公民入籍洪都拉斯。1887年，华人达里奥·叶（Darío Yip）入籍洪都拉斯并在该国的聖巴巴拉省聖何塞德科利納斯定居，成为有文献记载的首个洪都拉斯华人。:221
进入20世纪，更多华人从中国东南沿海地区的广东等地迁入洪都拉斯，他们在该国主要从事零售业和餐饮业，具有一定的社会地位。:146并在该国加勒比海岸的特拉建立了华侨总会，不过直到20世纪40年代，相对于巴拿马、哥斯达黎加及尼加拉瓜，洪都拉斯的华人人数仍然较少。在尼加拉瓜革命期间，受到战争的影响，当地部分华人也从尼加拉瓜迁到了洪都拉斯。
至2023年，已有1万余名华人定居在洪都拉斯，他们主要分布在该国首都特古西加尔巴和北部工业城市圣佩德罗苏拉；2012年，宏都拉斯國會頒訂每年10月29日為「宏都拉斯華裔日」，以纪念华人对该国的贡献。